# SJ Rb
SJ Seria Rb a fost o serie de locomotive operate de Statens Järnvägar în Suedia. Șase locomotive au fost construite de către ASEA Västerås și câteva alte companii, în 3 serii: Rb1, Rb2 și Rb3 în anul 1962.

## Istoric
Începând cu anii 1950, SJ dorea o nouă locomotivă universală, deoarece locomotivele din seria D devenau din ce în ce mai vechi (1925-1943), iar seria Ra rezolvase parțial aceasta problema în 1955 deoarece puține exemplare au fost construite. Totodata compania ASEA devenise foarte avansată la finalul aniilor 1950 și la începutul aniilor 1960, astfel creând un interes al companiei de a fabrica o locomotivă care să fie exportată în alte țari. Astfel ASEA și SJ au ajuns la un acord, rezultând în fabricarea a 6 locomotive experimentale. Locomotivele acestea s-au dovedit a fi de succes în Suedia așa că au fost trimise în 1965 în România pentru a efectua probe pe traseul Brașov-Predeal, unde ulterior au devenit baza pentru Clasa EA, iar doi ani mai târziu au fost trimise în Iugoslavia în 1967, unde au devenit baza pentru locomotivele seriei 441 a Căilor Ferate Iugoslave (Jugoslovenske železnice). Ulterior locomotivele au fost returnate SJ-ulul, unde au circulat până în 1974-1976 când au fost retrase și casate în 1985. Piesele locomotivei Rb 1005 au fost reutilizate într-un aparat de menținere a căii până când a fost casat și el prin 1996 sau 2004.

## Serii
Seria Rb1 a fost fabricată de către ASEA (partea electrică) și Atelierele Feroviare Suedeze, Falun (AB Svenska Järnvägsverkstäderna, cutia locomotivei). Au existat două exemplare, 1001 și 1002 și au fost dotate cu diode-redresor, control de înaltă tensiune și motoare de tracțiune pe curent continuu, fiind mai economice. Locomotivele au fost planificate chiar de la bun început pentru export, unde au fost duse în România și Iugoslavia, țări care foloseau tensiunea de 25 kV/50 Hz CA (cu excepția Sloveniei care folosea 3 kV CC de la italieni). În 1965, locomotiva 1001 a fost tiristorizată, devenind Rb1T 1001, unde au existat mai multe avantaje față de seria originală: control variabil al curentului din motoarele de tracțiune, întreținere redusă, efort de tracțiune mai ridicat, etc. Rb1T 1001 a fost retrasă în 1974, la doar 12 ani după ieșirea din fabrică iar Rb1 1002 a fost retrasă în 1976.
Locomotivele Rb1 ulterior au pus bazele locomotivelor electrice folosite de către CFR (Clasa EA, construită de către ASEA în 1965 și începând cu 1967 până în 1991, de către Electroputere Craiova și Clasa EC, bazată pe seria 441 a JŽ-ului construite între 1973 și 1984), de către JŽ (Seria 441, construită de catre ASEA, Simmering Graz Pauker, ELIN și Atelierele Electrice Sécheron Geneva între 1967 și 1970, ulterior sub licența de către Rade Končar Zagreb și Întreprinderea de Mașinarii Niș între 1970 și 1987, de asemenea și Seria 461 construită de către Electroputere între 1971-1973 și 1978-1980) și de către Căile Ferate Norvegiene (Norges Statsbaner) (NSB El 15, construite în 1967 ca locomotive derivate din Clasa EA). Locomotiva Rb1T a pus bazele seriei Rc a SJ-ului (1967-1989), acest design fiind și el, ulterior, exportat în Austria (ÖBB Seria 1043), Statele Unite (Amtrak EMD AEM-7), Norvegia (NSB El 16) și Iran. Mai jos sunt urmașii locomotivei Rb:

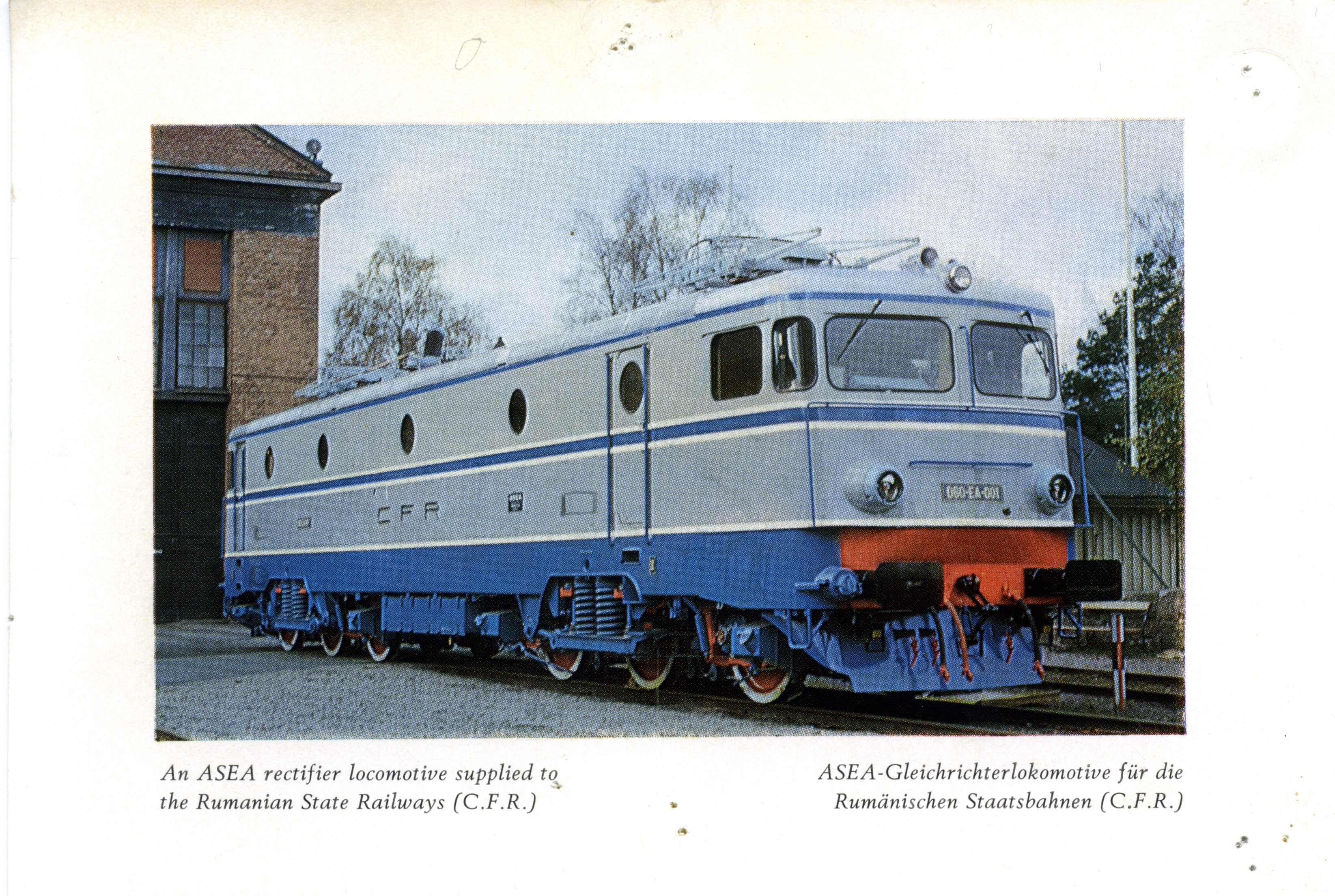
CFR Clasa EA (actualmente Clasa 40)
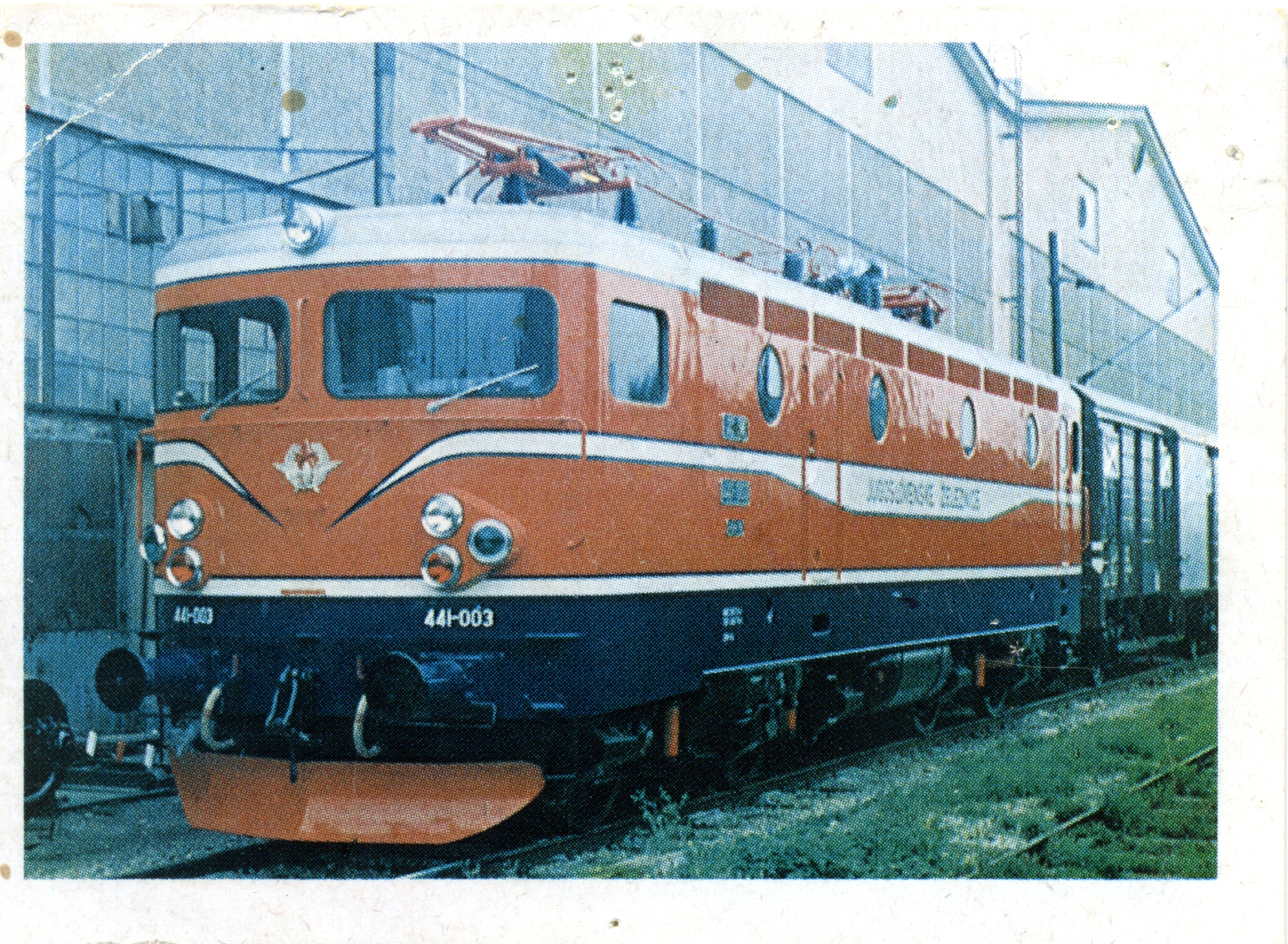
JŽ Seria 441
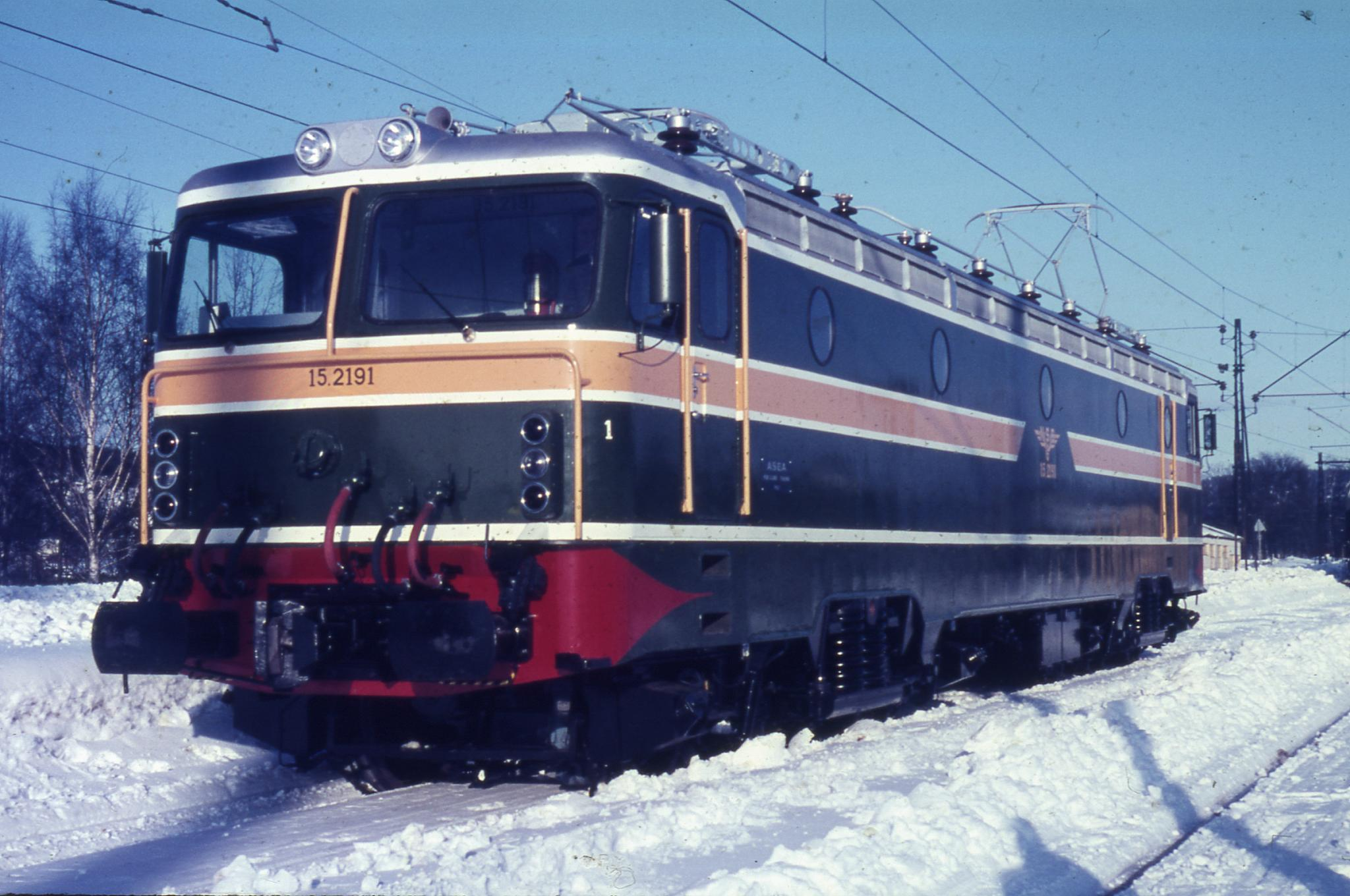
NSB El 15
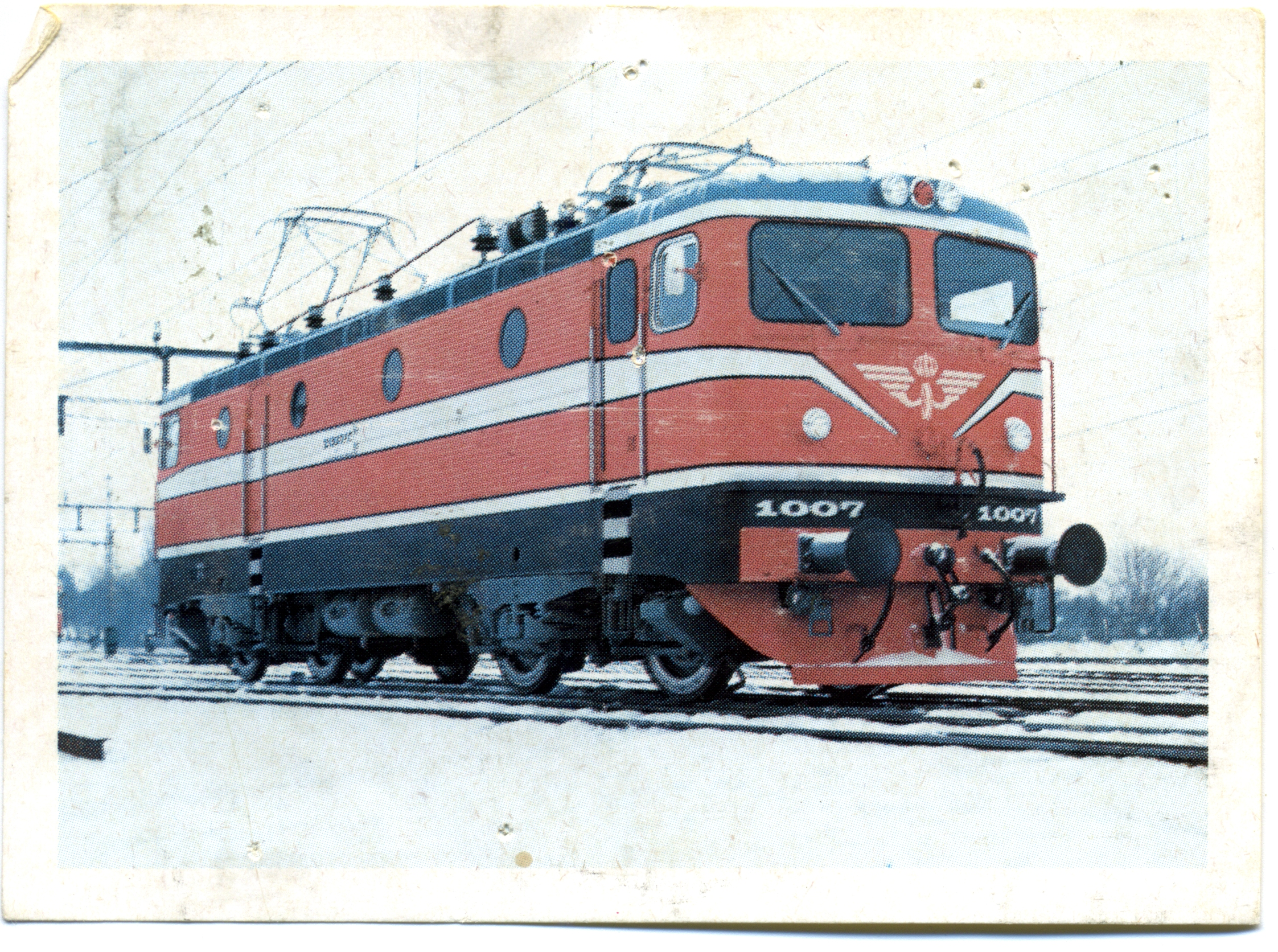
SJ Rc
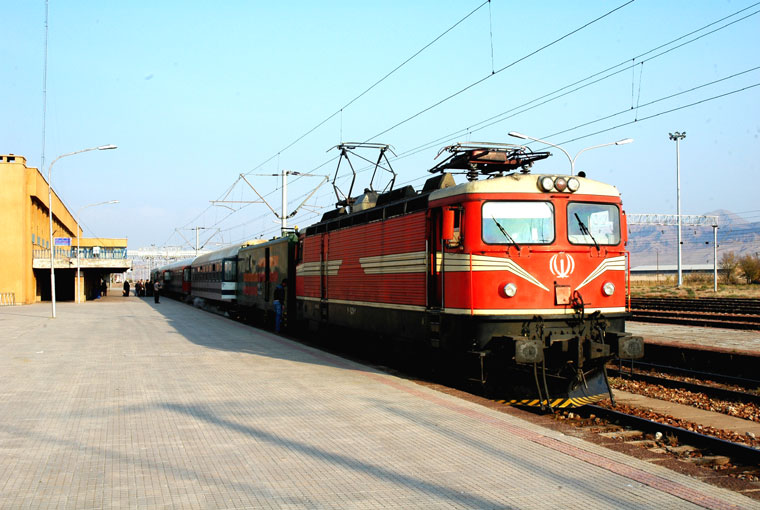
RAI 40-700 (1979-1980)
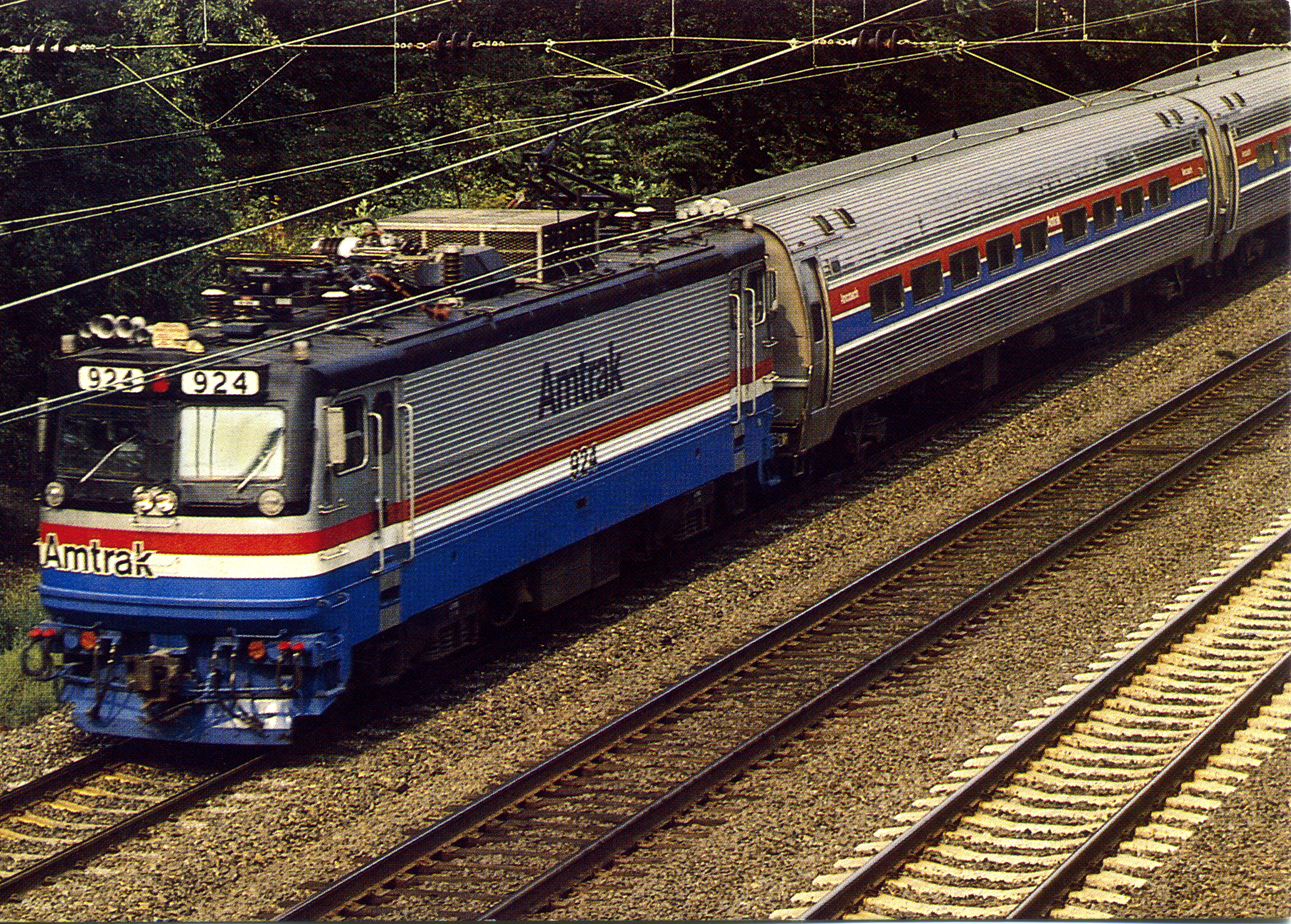
EMD AEM-7 (Amtrak)

Seria Rb2 a fost construita la Trollhättan de către NOHAB (Nydqvist och Holm AB), partea electrica fiind furnizată de către ASEA din nou. Locomotivele au fost numerotate 1003 și 1004. Aceste locomotive aveau același tip de comandă și motoare ca și seria Ma și F și foloseau reglare a tensiunii prin motoare cu acționare în curent alternativ. Acest design a avut mai puțin succes pe piața de export deoarece locomotivele faceau față mai greu la tensiunea de alimentare 25 kV/50 Hz CA. Deși locomotivele au fost reușite, piața de export a fost mai interesată în tehnologia diodelor folosite in seria Rb1, deci locomotivele nu au avut urmași în Suedia sau în strainătate. Locomotiva Rb2 1003 a fost retrasă în iunie 1975 iar Rb2 1004 în iunie 1976. În 1984, Rb2 1003 a fost folosită ca contragreutate într-un tren de reparat cale.
Seria Rb3 a fost construită de către Atelierele Motala, iar partea electrică furnizată, din nou, de către ASEA. Nu existau diferențe față de locomotivele din seria Rb2 (cu excepția fabricii de unde a provenit cutia locomotivei), deci au suferit aceiași soartă ca și locomotivele din seria Rb2. Au fost numerotate 1005 (retrasă decembrie 1975) și 1006 (retrasă iunie 1976). Locomotiva Rb3 1006 a fost reutilizată și ea într-un tren de întreținut cale începând cu 1978, iar în 1989 numărul locomotivei a fost reutilizat de către Banverket, după ce a fost anulat în 1976. Resturile locomotivei au fost casate în 1996 sau 2004.
Niciun exemplar nu supraviețuiește astazi, dar locomotivele au lasăt în urma o serie mare de locomotive utilizate de către diverse companii feroviare în Europa și au fost amintite ca un succes major în încercarea de a exporta locomotive a companiei ASEA.